# 2024년 피츠버그 파이리츠 시즌
2024년 피츠버그 파이리츠 시즌은 메이저리그의 프로 야구단 피츠버그 파이리츠의 2024년 시즌을 일컫는다. 데릭 쉘튼 감독이 팀을 이끈 5번째 시즌이며, 팀은 내셔널리그 중부지구 5팀 중 최하위에 그쳐 포스트시즌 진출에 실패했다.

## 선수단
- 선발투수: 스킨스, 켈러, 존스, 팔터, 곤잘레스, 페레즈, 프리스터, 우드포드
- 구원투수: 오티즈, 산타나, 모진스키, 홀더맨, 스트래튼, 웬츠, 채프먼, 에르난데스, 니콜라스, 콘트레라스, 허니웰, 버로우스, 맷슨, 플레밍, 제프리스, 빅스, 라이언, 파이글, 브루흘, 보루키, 헬러
- 마무리투수: 헤르만, 베드나
- 포수: 바트, 그랜달, 딜레이, 그랜트 쿡, 데이비스
- 1루수: 빌리 쿡, 조, 텔레즈
- 2루수: 곤잘레스, 윌리엄스, 요크
- 유격수: 크루즈, 카이너-팔레파, 페게로
- 3루수: 트리올로, 헤이스
- 좌익수: 레이놀즈, 맥키니
- 중견수: 테일러, 배지환, 수윈스키
- 우익수: 팔라시오스, 올리바레스, 데 라 크루즈
- 지명타자: 맥커친